# Filtr drabinkowy

Przykładowy filtr drabinkowy LC

Filtr drabinkowy (filtr Zobela, ang. ladder-type filter) – filtr utworzony poprzez połączenie ze sobą kilku filtrów (ogniw lub półogniw) podstawowych.
Nazwa filtru pochodzi od sposobu rozmieszczenia elementów na schemacie elektrycznym. Kolejne elementy (ogniwa) filtru drabinkowego muszą być do siebie dopasowane falowo.
Filtry Zobela (RC) stosuje się do korekcji charakterystyki impedancyjnej i częstotliwościowej w urządzeniach elektroakustycznych (na wyjściu wzmacniaczy mocy).